# Chara-Ulach
Il Chara-Ulach (in russo Хара-Улах?, che in lingua sacha significa "acque nere") è un fiume della Russia che scorre nella Sacha-Jakuzia e sfocia nel mare di Laptev. 
Il fiume ha origine dalla catena dei monti Orulgan a un'altitudine di circa 1 150 m e scorre in direzione settentrionale. La sua lunghezza è di 185 km, l'area del bacino è di 5 350 km². Sfocia nel mare di Laptev, a capo Chara-Ulach, sul lato sinistro del Golfo di Buor-Chaja formando un unico delta con il fiume Njangylbyja. Il fiume gela da ottobre a maggio.